# Laboratoire de langues

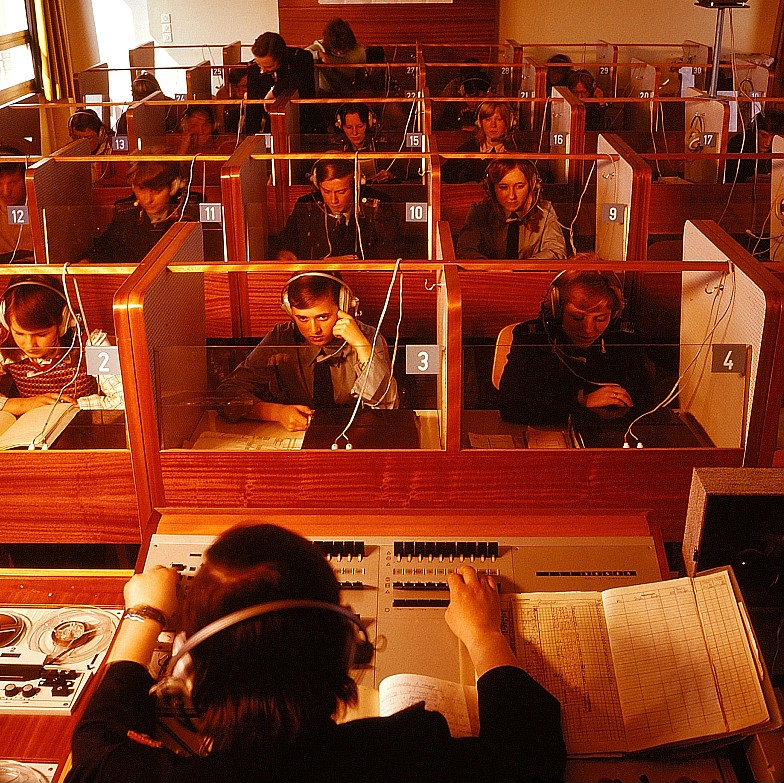
Un laboratoire de langues en 1975.

Un laboratoire de langues est une salle de classe comprenant un poste de maître et des postes d'élève équipés de matériel audio.

## Les premiers laboratoires
Chaque élève a à disposition un magnétophone, un microphone et des écouteurs. Il écoute une phrase, puis il la répète. Le magnétophone est équipé pour facilement revenir en arrière. Le maître peut choisir d'écouter un élève et lui donner des conseils.

## Laboratoires actuels
Ils ont été actualisés en utilisant des ordinateurs et en introduisant la vidéo.
Le principe Audio-Actif-Comparatif est conservé, l'élève écoute et s'enregistre sur 2 pistes séparées. Celles-ci sont aujourd'hui immatérielles et s'enregistrent aux formats audio usuels (.wav, .mp3, etc.).

## Laboratoires de langues numériques
L'ordinateur a introduit l'usage simultané de la vidéo et du texte : l'apprenant peut enregistrer le commentaire audio d'un film ou en transcrire par écrit le contenu.
Les laboratoires de langues numériques actuels permettent aussi la pédagogie différenciée et l'interactivité des cours : chaque étudiant peut travailler sur un média différent et l'ensemble des utilisateurs, professeur inclus, peuvent échanger oralement.
Plusieurs laboratoires de langues numériques sont aujourd'hui accessibles sur le Web. Certains sont commerciaux, d'autres sont gratuits, tels que le Web Language Lab.